# Вильнёв-лез-Авиньон
Вильнёв-лез-Авиньон (фр. Villeneuve-lès-Avignon) — город во Франции, в регионе Лангедок — Руссильон, департамент Гар. Население составляет 12 463 человек (2009).
В 5-м веке у подножия холма Андаон было основано аббатство, посвященное Святому Андреасу, вокруг которого с течением времени выросло монастырское поселение.
1292 год считается датой основания города, когда Филипп Красивый заключил с аббатством договор, который предусматривал возведение крепости и башни напротив Авиньона, чтобы защитить аббатство у тогдашней границы королевства. Сначала поселение называлось Villeneuve de Saint-André près Avignon, оно пользовалось многочисленными привилегиями.
В период нахождения резиденции пап в Авиньоне, они и кардиналы сооружали великолепные дворцы, которые и сегодня украшают вид города. После возвращения пап в Рим благосостояние города удерживалось благодаря привилегиям и присутствию богатых монастырей.
Во время Французской революции Вильнёв был главным городом кантона. В 19-м веке город был дачным пригородом состоятельных граждан Авиньона, у которых отсюда открывался прекрасный вид на свой город.

## Города-побратимы
- Райнбах, Германия (1969)
- Пеньискола, Испания (1972)
- Сан-Миниато, Италия (1992)
- Йитион, Греция (1997)